# Dr. Cyclops
Dr. Cyclops è un film del 1940 diretto da Ernest B. Schoedsack.
Schoedsack, regista già celebre grazie al successo planetario riscosso da King Kong sette anni prima, sviluppa la storia del film su una traccia simile, con una spedizione nella giungla a scopo scientifico. Inoltre, come in King Kong, il film comprende scenografie elaborate ed effetti speciali all'avanguardia per l'epoca. La pellicola è il primo vero film americano di fantascienza realizzato in Technicolor.

## Trama
Lo scienziato biologo dottor Thorkel, trasferitosi in una zona isolata del Perù, dove effettua esperimenti misteriosi, invita nel laboratorio un gruppo di scienziati americani, i biologi dott.ssa Mary Robinson e dott. Bullfinch, e l'ingegnere minerario dott. Bill Stockton. Il suo obiettivo è che i ricercatori arrivati nel suo centro di ricerche verifichino l'esattezza dei suoi esperimenti, ma dopo la verifica Thorkel allontana scortesemente gli ospiti, che insospettitisi vengono a sapere che la montagna vicina ha una grande quantità di uranio nelle sue miniere.
Thorkel, ormai in preda alla sua follia, non accetta che i ricercatori siano rimasti nei pressi del suo laboratorio e con una scusa li fa entrare in una stanza per sottoporli ad una fonte di misteriosi raggi, che trasformano il gruppo in esseri di piccole dimensioni. Inizia così una battaglia tra lo scienziato e i miniaturizzati che per sfuggire ai suoi tentativi di ucciderli devono mettere in campo tutte le loro esperienze. Alla fine il gruppo riuscirà a far cadere in un pozzo il folle scienziato, per tornare alle dimensioni originali una volta esauritosi l'effetto dei raggi.

## Distribuzione italiana
Nonostante risalisse al 1940, il film uscì nelle sale italiane, con lo stesso titolo, solo nell'ottobre 1951. Nel doppiaggio italiano viene menzionata la bomba atomica, che nel 1940 non esisteva ancora.

## Accoglienza

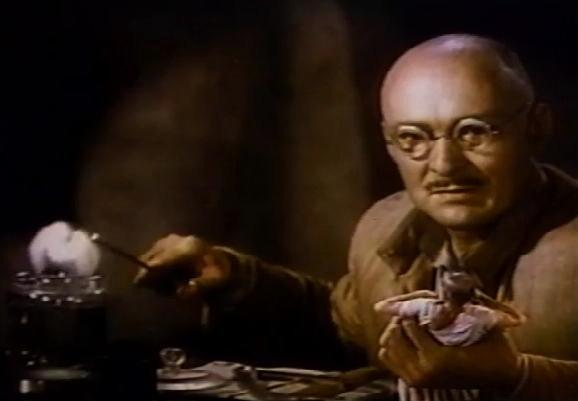
Il dottor Alexander Thorkel, interpretato da Albert Dekker

La rivista Variety recensì negativamente il film, definendolo "noioso" e criticando la regia, la trama, e le "idee confuse" in generale. TV Guide assegnò alla pellicola un voto di 2 stelle su 4, lodando gli "effetti speciali da romanzo", ma riteneva che il film "sprecasse l'opportunità di esplorare il suo argomento".
In una recensione a posteriori, Time Out London diede del film una recensione generalmente positiva, definendolo "un fantasy avvincente con effetti speciali eseguiti brillantemente (anche se per lo più piuttosto privi di fantasia) che guardano indietro a La bambola del diavolo e avanti a Radiazioni BX: distruzione uomo. Sminuito da un cast di supporto noioso, ma salvato dall'attraente Technicolor, pallido e tremulo." Dennis Schwartz di Ozus' World Movie Reviews assegnò al film un voto B+, lodando la performance di Dekker e notando anche che il film era "uno di quei brutti film che diventano belli perché sono così divertenti, e la sua notevole fotografia è effettivamente utilizzata per i suoi abbaglianti effetti speciali, molto prima dell'uso della CGI".
Lo storico del cinema John Brosnan scrisse di Dr. Cyclops: "È un film frenetico e creativo, anche se i dialoghi sono orribili e la recitazione è mediocre, ad eccezione del ritratto del dottor Thorkel da parte di Albert Dekker. Come nel caso della versione del dottor Moreau di Charles Laughton, la sua malvagità non è un sottoprodotto dello zelo scientifico ma una scelta deliberata. Meritano una menzione gli effetti speciali, ingegnosamente congegnati e piuttosto convincenti, ma il film è degno di nota anche per i suoi riferimenti involontari alla guerra che stava per travolgere il mondo e finire con la prospettiva di un'apocalisse nucleare - Thorkel, con la testa rasata e gli occhiali spessi e rotondi, assomiglia alla caricatura in tempo di guerra del "giapponese bestiale".